# Casimir II van Zator
Casimir II van Zator (circa 1450 - 8 januari of 7 juli 1490) was van 1468 tot 1490 medehertog van Zator. Hij behoorde tot de Silezische tak van het huis Piasten.

## Levensloop
Casimir II was de oudste zoon van hertog Casimir I van Auschwitz en diens echtgenote Margaretha Kopczowska, dochter van Urban Kopczowski, een edelman uit het hertogdom Siewierz. Op 12 augustus 1482 huwde hij met Machna (overleden in 1508), een dochter van hertog Nicolaas V van Jägerndorf. Ze kregen een zoon Bolesław, die in 1489 werd geboren en rond 1494 stierf. 
Na de dood van zijn vader in 1465 erfde hij samen met zijn jongere broers Wenceslaus II, Jan V en Wladislaus het hertogdom Zator. In 1474 verdeelden de vier broers het hertogdom Zator in twee delen, met als natuurlijke grens de Skawa-rivier. Casimir II en Wenceslaus II kregen het oostelijke deel, Jan V en Wladislaus het westelijke. Ook de stad en het slot van Zator, die zich aan de Skawa bevonden, werden onderling verdeeld. 
Na de dood van zijn broer Wenceslaus in 1487 kwam Casimir alleen in het bezit van het oostelijke deel van het hertogdom Zator. Tijdens het erfconflict over Sohrau tijdens het bewind van de Boheemse koning Matthias Corvinus, had Casimir II dit gebied tijdelijk in bezit. Ook kreeg hij financiële steun van koning Casimir IV van Polen, met wie hij een goede relatie had.
In 1490 stierf Casimir, waarna hij werd bijgezet in de Mariakerk van Krakau. Omdat hij kinderloos stierf, gingen de oostelijke gebieden van Zator naar zijn jongere broers Jan V en Wladislaus. 